# Chiquiticus
Chiquiticus (лат.) — род жуков-стафилинид из подсемейства Staphylininae. Неарктика и Неотропика. Около 10 видов.

## Этимология
Название рода Chiquiticus происходит от латинизации слова «Chiquitico», которое используется в некоторых испаноязычных странах для обозначения очень маленьких вещей.

## Распространение
Неарктический регион, Центральная Америка, Карибский бассейн. Интродуцирован в Центральную Европу: Chiquiticus pusio в Германии и ещё один вид, родственный C. pusio, собранный в Австрии.

## Описание
Мелкие коротконадкрылые жуки. Длина тела 2,3—3,9 мм. Окраска желтовато-коричневая. Тело с субконической головой с вентральным базальным гребнем, но без постгенитального гребня; без супраантеннальных пунктур; переднеспинка поперечная (соотношение ширины и длины PW/PL ≥ 1,1), с максимальной шириной в задней половине, с парными точками на дорсальном ряду, широко отстоящими друг от друга; мезанаплевральные швы поперечные, не достигают и не сливаются с внешней частью препектуса; самцы с чёрными гребнями на первых мезотарзомерах, но без чёрных гребней на мезотрохантерах; тергиты VII и VIII без более широких листовидных волосков в дополнение к обычным заострённым простым волоскам; тергит X не сросся с латеральными тергальными склеритами у самцов.

## Экология
Североамериканские виды встречаются в различных видах мусора, таких как листовая подстилка и подобные субстраты, а некоторые виды также факультативно встречаются в норах или гнёздах млекопитающих (Лесные хомяки, Neotoma Say & Ord, 1825), особенно в более сухих регионах.

## Систематика
Около 10 видов, включая два ископаемых из доминиканского янтаря. Род был выделен в 2024 году в ходе ревизии крупного подсемейства Staphylininae для видов, которые были ранее описаны, но ошибочно помещены в высокополифилетичные «таксономические мусорные корзины» родов Heterothops (Amblyopinina) и Quedius (Quediina).
- Chiquiticus arizonicus (Smetana, 1971) (ex. Heterothops)[5]
- Chiquiticus campbelli (Smetana, 1971) (ex. Heterothops)[5]
- †Chiquiticus cornelli (Chatzimanolis & Engel, 2013) (ex. Heterothops)[6]
- Chiquiticus gemellus (Smetana, 1971) (ex. Heterothops)[5]
- †Chiquiticus infernalis (Chatzimanolis & Engel, 2013) (ex. Heterothops)[6]
- Chiquiticus occidentis (Casey, 1886) (ex. Heterothops)
- Chiquiticus pusio (LeConte, J. L., 1863) (ex. Heterothops)
- Chiquiticus rambouseki (Blackwelder, 1943) (ex. Heterothops)[7]